# Dendrobium meliodorum
Dendrobium meliodorum är en orkidéart som beskrevs av Rudolf Schlechter. Dendrobium meliodorum ingår i släktet Dendrobium, och familjen orkidéer. Inga underarter finns listade i Catalogue of Life.